# São José da Varginha
São José da Varginha è un comune del Brasile nello Stato del Minas Gerais, parte della mesoregione Metropolitana di Belo Horizonte e della microregione di Pará de Minas.